# 银背柳
银背柳（学名：Salix ernesti）是杨柳科柳属的植物，是中国的特有植物。分布在中国大陆的西藏、四川、云南等地，生长于海拔2,700至3,500（8,900至11,500英尺）的地区，多生长在山坡，目前尚未由人工引种栽培，又名「圆齿迟花柳」。

## 异名
- Salix ernesti Schneid. f. glabrescens Y. L. Chou et C. F. Fang

## 延伸閱讀
- 維基物種上的相關：银背柳
- 维基共享资源上的相關多媒體資源：银背柳